# Ivan Mauger
Ivan Gerald Mauger (ur. 4 października 1939 w Christchurch, zm. 16 kwietnia 2018 w Gold Coast) – nowozelandzki żużlowiec, występujący również na długim torze.

## Życiorys

### Kariera sportowa
Mauger był uczniem Jacka Younga. Nowozelandczyk był sześciokrotnym indywidualnym mistrzem świata na żużlu. Czternaście razy wystąpił w finałach IMŚ.
Był ośmiokrotnie finalistą drużynowych mistrzostw świata, w tym siedmiokrotnie reprezentował Wielką Brytanię. Zdobył cztery złote, dwa srebrne i jeden brązowy medal. W barwach Nowej Zelandii wywalczył jeden złoty medal. Czternaście razy uczestniczył w turniejach mistrzostw świata par, na których zdobył dwa złote, cztery srebrne i dwa brązowe medale.
Pięciokrotnie stawał na podium mistrzostw świata na długim torze. W 1971 roku w Oslo, w 1972 roku w Mühldorfie i w 1976 roku w Mariańskich Łaźniach wywalczył złote medale w tej konkurencji. Zdobył srebrne medale w 1974 roku w Scheeßel i w 1975 roku w Radgonie.
Mauger był czterokrotnie indywidualnym mistrzem Wielkiej Brytanii, dwukrotnie wywalczył złoty medal w indywidualnych mistrzostwach Nowej Zelandii.
W wieku 46 lat Mauger zakończył karierę sportową, która trwała 30 lat. Z kibicami pożegnał się także w Polsce. Pożegnalne turnieje zorganizowane były w Gnieźnie i Lesznie.
Był prekursorem używania przez zawodników kamperów i jako pierwszy malował żużlowe skóry w barwne wzory.
Powszechnie uważany za jednego z najwybitniejszych żużlowców w historii dyscypliny.

### Emerytura sportowa
Po zakończeniu kariery Mauger zajmował się promowaniem żużla. W Malezji otworzył klinikę żużlową. Organizował też turnieje z udziałem czołowych żużlowców świata na torach w Australii i Nowej Zelandii – coroczny cykl Ivan Mauger Golden Helmet Series. Jeszcze w wieku 69 lat ścigał się na torze i potrafił zwyciężać ze znacznie młodszymi rywalami. Był on autorem kilku książek o tematyce żużlowej. Przez FIM został uhonorowany Medalem Zasługi dla Motocyklizmu.
Mauger był założycielem „Ivan Mauger Academy of Excellents”, która siedziby ma w Nowej Zelandii, Stanach Zjednoczonych i Wielkiej Brytanii. Pod jego okiem trenowali tacy zawodnicy jak: Hans Nielsen (czterokrotny mistrz świata), Ole Olsen (trzykrotny mistrz świata), Jason Crump (trzykrotny mistrz świata), Billy Hamill i Mark Loram (złoci medaliści w 1996 i 2000 r.), Leigh Adams (srebrny i brązowy medalista mistrzostw świata) oraz Peter Collins (jeden z najlepszych brytyjskich żużlowców w historii).

### Życie prywatne
Ojciec Kima Maugera, również żużlowca.
Był abstynentem. W ostatnich latach życia cierpiał na afazję i zaburzenia poznawcze. Rodzina, nie mając funduszy na kosztowne leczenie, wyprzedała wszystkie jego trofea i pamiątki sportowe.

## Przynależność klubowa
Wielka Brytania
- Wimbledon Dons (1957–1958)
- Rye Hose Rockets (1957)
- Eastbourne Eagles (1958)
- Newcastle Diamonds (1963–1968)
- Belle Vue Aces (1969–1972)
- Exeter Falcons (1973–1977)
- Hull Vikings (1978–1981)
- Exeter Falcons (1984)

## Osiągnięcia
Indywidualne mistrzostwa świata
- 1966 –  Göteborg – 4. miejsce (11 pkt)
- 1967 –  Londyn – 3. miejsce (13 pkt)
- 1968 –  Göteborg – 1. miejsce (15 pkt)
- 1969 –  Londyn – 1. miejsce (14 pkt)
- 1970 –  Wrocław – 1. miejsce (15 pkt)
- 1971 –  Göteborg – 2. miejsce (12+3 pkt)
- 1972 –  Londyn – 1. miejsce (13+3 pkt)
- 1973 –  Chorzów – 2. miejsce (13+u pkt)
- 1974 –  Göteborg – 2. miejsce (11+3 pkt)
- 1975 –  Londyn – 4. miejsce (12+2 pkt)
- 1976 –  Chorzów – 4. miejsce (11 pkt)
- 1977 –  Göteborg – 1. miejsce (14 pkt)
- 1978 –  Londyn – 8. miejsce (8 pkt)
- 1979 –  Chorzów – 1. miejsce (14 pkt)

Drużynowe mistrzostwa świata
- 1966 –  Malmö – 4. miejsce
- 1967 –  Malmö – 4. miejsce
- 1968 –  Londyn – 1. miejsce
- 1969 –  Rybnik – 2. miejsce
- 1970 –  Londyn – 2. miejsce
- 1971 –  Wrocław – 1. miejsce
- 1972 –  Olching – 1. miejsce
- 1979 –  Londyn (White City Stadium) – 1. miejsce

Mistrzostwa świata par
- 1969 –  Sztokholm – 1. miejsce
- 1970 –  Malmö – 1. miejsce
- 1971 –  Rybnik – 2. miejsce
- 1972 –  Borås – 2. miejsce
- 1973 –  Borås – 7. miejsce
- 1974 –  Manchester (stadion Belle Vue) – 3. miejsce
- 1976 –  Eskilstuna – 3. miejsce
- 1978 –  Chorzów – 2. miejsce
- 1979 –  Vojens – 6. miejsce
- 1980 –  Krško – 5. miejsce
- 1981 –  Chorzów – 2. miejsce
- 1983 –  Göteborg – 7. miejsce
- 1984 –  Lonigo – 3. miejsce
- 1985 –  Rybnik – 4. miejsce

Indywidualne mistrzostwa świata na długim torze
- 1971 – 1. miejsce
- 1972 – 1. miejsce
- 1974 – 2. miejsce
- 1975 – 2. miejsce
- 1976 – 1. miejsce
- 1977 – 8. miejsce
- 1978 – 4. miejsce
- 1979 – 11. miejsce
- 1980 – 7. miejsce
- 1981 – 10. miejsce
- 1982 – 6. miejsce

Indywidualne mistrzostwa Nowej Zelandii
- złoto: 1974, 1981
- srebro: 1959
- brąz: 1979

Indywidualne mistrzostwa Wielkiej Brytanii
- złoto: 1968, 1970, 1971, 1972
- srebro: 1966, 1967

## Nagrody i uhonorowania
- 1969: Sportowiec roku w Wielkiej Brytanii (4. miejsce)
- 1970: Sportowiec roku w Wielkiej Brytanii (3. miejsce)
- 1970: Sportowiec roku w Canterbury
- 1971: Sportowiec roku w Wielkiej Brytanii (4. miejsce)
- 1971: Sportowiec roku w Canterbury
- 1972: Sportowiec roku w Wielkiej Brytanii (2. miejsce)
- 1972: Sportowiec roku w Canterbury
- 1973: Sportowiec roku w Wielkiej Brytanii (3. miejsce)
- 1977: Sportowiec roku w Nowej Zelandii
- 1978: Sportowiec roku w Nowej Zelandii
- 1979: Sportowiec roku w Nowej Zelandii
- 1970–1980: Człowiek dekady według British Motorcycle News
- 1985: honorowy mieszkaniec Gniezna
- 1985: honorowy ambasador sportowy Nowej Zelandii
- 1990: wprowadzenie do galerii sław Nowej Zelandii